# Belirang-Beriti
Der komplexe Vulkan Belirang-Beriti liegt am Rand der Semalako-Ebene im südwestlichen Teil der indonesischen Insel Sumatra. Den Gipfel bildet ein Krater mit einem Durchmesser von 1,2 km, der gegen Nordwesten aufgebrochen ist. Es sind keine Ausbrüche bekannt. An den Kraterwänden gibt es mehrere Fumarolen. 